# كريم فراي
كريم فراي (بالتركية: Kerim Frei)‏؛ مواليد 19 نوفمبر 1993 في فورآرلبرغ، النمسا، هو لاعب كرة قدم سويسري من أصل تركي يلعب لنادي فولهام ومنتخب تركيا لكرة القدم كلاعب وسط.

## مسيرته الكروية
لعب كريم فراي خلال مسيرته الاحترافية مع 7 أندية في ثلاثة عشر موسمًا وسجل خلالها 13 هدفًا ضمن 159 مباراة. ولم يفز بأي موسم بالكأس وفاز في موسمين بالدوري.
خاض كريم فراي مسيرته مع نادي فولهام في موسم 2011–12 ولمدة موسمين، مشاركًا في 23 مباراة ولم يسجل أي هدف. ثم انتقل إلى نادي بشكتاش في موسم 2013–14 ليلعب معه أربعة مواسم، حيث شارك في 67 مباراة سجل خلالها 7 أهداف. لينتقل بعدها إلى نادي برمنغهام سيتي في موسم 2016–17 لمدة موسم واحد، مشاركًا في 13 مباراة سجل خلالها هدفًا واحدًا. ثم انتقل إلى نادي إسطنبول باشاكشهر في موسم 2017–18 واستمر معه طيلة ثلاثة مواسم، مشاركًا في 33 مباراة سجل خلالها 3 أهداف. هذا وانتقل لاحقًا إلى نادي مكابي حيفا في موسم 2018–19 لمدة موسم واحد، مشاركًا في 16 مباراة سجل خلالها هدفًا واحدًا. ثم انتقل بعدها إلى نادي إيمن في موسم 2019–20 لمدة موسم واحد، مشاركًا في 4 مباريات سجل خلالها هدفًا واحدًا أيضًا.

## روابط خارجية
- كريم فراي على موقع الاتحاد الدولي (مؤرشف)  (الإنجليزية)
- كريم فراي على موقع الاتحاد الأوربي (الإنجليزية)
- كريم فراي على موقع الاتحاد الأوربي (الإنجليزية)
- كريم فراي على موقع اتحاد تركيا (لاعب) (الإنجليزية)
- كريم فراي على موقع إي إس بي إن إف سي (الإنجليزية)
- كريم فراي على موقع قاعدة بيانات كرة القدم.إي يو (الإنجليزية)
- كريم فراي على موقع ناشيونال فوتبول تيمز (الإنجليزية)
- كريم فراي على موقع Soccerbase.com (لاعب) (الإنجليزية)
- كريم فراي على موقع Soccerway.com (الإنجليزية)
- كريم فراي على موقع عالم كرة القدم.نت (الإنجليزية)